# Силистра (връх)
Силистра (62°41′25.8″ ю. ш. 60°05′30″ з. д. / 62.6905° ю. ш. 60.091667° з. д.) е остър скалист връх на остров Ливингстън. Получава това име в чест на град Силистра през 2002 г.

## Описание
Намира се в южната част на хребета Левски в Тангра планина. Чрез Котелската седловина се свързва с връх Седика, намиращ се на 2.09 km югозападно. Разположен е на 2.78 km северозападно от нос Айтос и 1.98 km североизточно от Пешев връх. Издига се над ледника Мейси на север и ледника Бояна на юг. Висок е около 700 m.

## Картографиране
Британска топографска карта на върха като част от остров Ливингстън от 1968 и българска карта от 2005 и 2009 в резултат на топографски проучвания през 2004/05 от експедиция „Тангра“.

## Карти
- L.L. Ivanov et al. Antarctica: Livingston Island, South Shetland Islands (from English Strait to Morton Strait, with illustrations and ice-cover distribution). Топографска карта в мащаб 1:100000. София: Antarctic Place-names Commission of Bulgaria, 2005.
- Л. Иванов. Антарктика: Остров Ливингстън и острови Гринуич, Робърт, Сноу и Смит. Топографска карта в мащаб 1:120000. Троян: Фондация Манфред Вьорнер, 2009. ISBN 978-954-92032-4-0